# Marc Fontan
Pour les articles homonymes, voir Fontan.
Pas d'image ? Cliquez ici
Marc Fontan, né à Toulouse (Midi-Pyrénées) le 20 octobre 1956, est un pilote de vitesse moto français. 
Il a commencé sa carrière en Grand Prix en 1978 sur Yamaha en 250 cm3 au Grand Prix de Grande-Bretagne, son unique participation dans la saison.

Après un passage en courses d'endurance, 1981 le voit passer à la catégorie reine, les 500 cm3 pendant 3 saisons, d'abord sur la moto conçue par Claude Fior, puis sur Yamaha.

Sa meilleure année en Grand Prix a été 1983 quand il finit 6e au championnat du monde des pilotes catégories 500 cm3. 
Il a marqué 1 point au championnat du monde des pilotes catégorie 250 cm3 et 119 points en catégorie 500 cm3.
En 1980, il remporte les 24 Heures du Mans moto avec Hervé Moineau et la même année le Championnat du monde d'endurance.

En 1981 et 1982, il devient champion de France Superbike catégorie 500 cm3.
Il est associé à Guy Bertin et Dominique Sarron sur une Honda officielle au 24 heures du Mans 1984, quand un terrible accident au virage du Musée (il sort tout droit et percute le muret de protection le samedi en fin de journée) met fin à sa carrière.

## Carrière en Grand Prix
Rappel d'attribution des points
| Position | 1  | 2  | 3  | 4 | 5 | 6 | 7 | 8 | 9 | 10 |
| Points   | 15 | 12 | 10 | 8 | 6 | 5 | 4 | 3 | 2 | 1  |

| Saison | Catégorie | Team           | 1      | 2     | 3      | 4      | 5      | 6      | 7      | 8     | 9      | 10    | 11    | 12    | Points | Rang | Victoire |
| ------ | --------- | -------------- | ------ | ----- | ------ | ------ | ------ | ------ | ------ | ----- | ------ | ----- | ----- | ----- | ------ | ---- | -------- |
| 1978   | 250 cm³   | Yamaha         | VEN -  | ESP - | FRA -  | ITA -  | NED -  | BEL -  | SWE -  | FIN - | GBR 10 | GER - | CZE - | YUG - | 1      | 28e  | 0        |
| 1981   | 500 cm³   | Sonauto-Yamaha | AUT 12 | GER 9 | ITA NC | FRA 10 | YUG NC | NED 13 | BEL 8  | SMR 8 | GBR 5  | FIN 6 | SWE 6 |       | 25     | 9e   | 0        |
| 1982   | 500 cm³   | Sonauto-Yamaha | ARG 7  | AUT - | FRA -  | ESP 7  | ITA 9  | NED 9  | BEL 10 | YUG - | GBR 8  | SWE 4 | SMR - | GER 6 | 29     | 10e  | 0        |
| 1983   | 500 cm³   | Sonauto-Yamaha | RSA 4  | FRA 6 | ITA 7  | GER 6  | ESP 7  | AUT 6  | YUG 6  | NED 7 | BEL 6  | GBR 5 | SWE 4 | RSM 6 | 64     | 6e   | 0        |